# Newtonsville
Newtonsville és una població dels Estats Units a l'estat d'Ohio. Segons el cens del 2000 tenia 492 habitants, tenia 492 habitants, 175 habitatges, i 137 famílies. La densitat de població era de 791,5 habitants/km².